# Zelosyne
Zelosyne é um gênero de traça pertencente à família Agonoxenidae.